# Zbrojnik karłowaty
Zbrojnik karłowaty (Rineloricaria fallax) – gatunek ryby z rodziny zbrojnikowatych (Loricariidae). Jest to gatunek hodowany w akwariach.

## Występowanie
Zbrojnik karłowaty żyje w dorzeczach Rupununi i Rio Branco.

## Pożywienie
Zbrojnik karłowaty żywi się każdym rodzajem pokarmu, a jego dieta powinna zawierać składniki roślinne.

## Warunki hodowlane
Zbrojnik karłowaty wymaga czystej i dobrze napowietrzonej wody. Trzeba mu zapewnić kryjówki, w których może się schować w ciągu dnia. Temperatura wody powinna wynosić ok. 21,5 °C.